# L'Hôpital-le-Mercier
L'Hôpital-le-Mercier är en kommun i departementet Saône-et-Loire i regionen Bourgogne-Franche-Comté i östra Frankrike. Kommunen ligger i kantonen Paray-le-Monial som tillhör arrondissementet Charolles. År 2022 hade L'Hôpital-le-Mercier 301 invånare.

## Befolkningsutveckling
Antalet invånare i kommunen L'Hôpital-le-Mercier
| Referens: INSEE |